# Leontius von Trier
Leontius (auch Legontius) († 446/447) war in der ersten Hälfte des 5. Jahrhunderts Bischof von Trier. Er wird als Heiliger verehrt.

## Leben
Leontius wurde wohl nach 419 Bischof von Trier. Der Bischof wird in zwei Zeugnissen aus den Jahren 444 und 445 genannt. Eugen Ewig hat ihn mit dem zweiten Nachfolger von Bischof Felix von Trier identifiziert. Leo der Große hat ihn wegen seines Alters und seiner Rechtschaffenheit als Altersvorsitzenden (Ehrensenator) bei Bischofswahlen in Gallien eingesetzt. Kaiser Valentinian III. hat dies bestätigt. Er spielte auch eine Rolle bei den Auseinandersetzungen zwischen Hilarius von Arles und Chelidonius von Besançon.
Er dürfte 446 oder 447 gestorben sein. Nach einer örtlichen Legende soll er in Béarn-Lesca verstorben sein.

## Nachleben
Spätestens im 10. Jahrhundert wurde Leontius im Raum Trier als Heiliger verehrt. Eine Vita existiert nicht. Im Egbert-Psalter aus dem 10. Jahrhundert ist er als Bischof von Trier genannt. Dort ist er auch bildlich dargestellt. Zu Beginn des 12. Jahrhunderts war man überzeugt, der Bischof sei im Stift St. Paulin bei Trier begraben. Abt Thietmar bekam die Erlaubnis, die Reliquien zu suchen und ins Kloster Helmarshausen zu bringen. Da das Grab nicht aufgefunden werden konnte, kehrte der Abt mit dem heiligen Moduald zurück. Einige Jahre später wurde das Grab aufgefunden und die Reliquien kamen nun in das Kloster Schaffhausen. Der später als Sarkophag des Leontius gedeutete Steinsarg in der Kirche dürfte nicht die Grabstätte gewesen sein.